# Asterropteryx atripes
Asterropteryx atripes és una espècie de peix de la família dels gòbids i de l'ordre dels perciformes.

## Morfologia
- Els mascles poden assolir 2,2 cm de longitud total.
- Nombre de vèrtebres: 26.[4]

## Hàbitat
És un peix marí, de clima subtropical i associat als esculls de corall que viu fins als 25 m de fondària.

## Distribució geogràfica
Es troba a les Illes Ryukyu i les Illes Filipines.

## Observacions
És inofensiu per als humans.